# Kyōji Kushi
Kyōji Kushi (jap. 工士 恭司, Kushi Kyōji; * um 1960) ist ein japanischer Badmintonspieler. 

## Karriere
Kyōji Kushi wurde 1984 nationaler Meister in Japan, wobei er im Mixed mit Kimiko Jinnai erfolgreich war. Im Folgejahr gewannen beide gemeinsam noch einmal Silber. 1986 erkämpfte sich Kushi Bronze im Herrendoppel.

## Sportliche Erfolge
| Saison | Veranstaltung                | Disziplin    | Platz | Name                        |
| ------ | ---------------------------- | ------------ | ----- | --------------------------- |
| 1984   | Japan: Einzelmeisterschaften | Mixed        | 1     | Kyōji Kushi / Kimiko Jinnai |
| 1985   | Japan: Einzelmeisterschaften | Mixed        | 2     | Kyōji Kushi / Kimiko Jinnai |
| 1986   | Japan: Einzelmeisterschaften | Herrendoppel | 3     | Kyōji Kushi / Koji Gondo    |